# Jaluit (atol)
Jaluit is een landatol in de Stille Oceaan van 91 eilandjes.
Jaluit Atoll, zoals het wordt genoemd, behoort tot het algemene bestuursdistrict van de Marshalleilanden.
Het totale werkelijke bewoonbare landgebied bedraagt zo'n 11 km², maar is omsloten door een lagune van 690 km² en rondom bezaaid met koraalriffen. Daar is de bodem zeer ondiep en is de zeebodem zeer goed te zien door het glasheldere zeewater. De bevolking van deze eilandengroep van Jaluit Atoll bedraagt 1788 inwoners (in 2011).

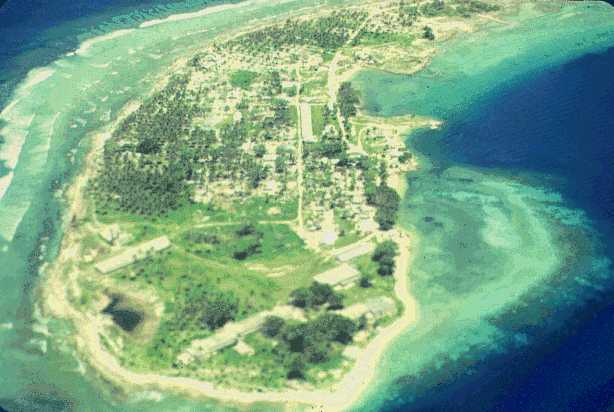
Foto 1978